# Plecotus christiei
Plecotus christiei és una espècie de ratpenat de la família dels vespertiliònids. Viu a Egipte, Líbia i el Sudan. El seu hàbitat natural són les zones mèsiques al llarg del Nil i les zones àrides obertes al voltant d'oasis. Està amenaçat per la pertorbació del seu hàbitat a causa de l'activitat humana. L'espècie fou així anomenada en honor del metge escocès Alexander Turnbull Christie.